# Бойня в Актеале
Резня или бойня в Актеале (исп. matanza de Acteal) — массовое убийство 45 человек, включая детей и беременных женщин, в небольшой деревне Актеаль муниципалитета Ченальо региона Лос-Альтос мексиканского штата Чьяпас. Убитые, преимущественно члены пацифистской христианской группы «Лас-Абехас» (Las Abejas — «Пчёлы»), присутствовали на молитвенном собрании католиков из числа коренных народов. Жертвы были убиты ультраправыми боевиками военизированной группировки «Маскара Роха» (Máscara Roja — «Красная маска»), связанными с правившей тогда Институционно-революционной партией, 22 декабря 1997 года, а правительство Мексики впервые признало ответственность за эту бойню только в сентябре 2020 года, когда к власти пришёл левый президент Андрес Мануэль Лопес Обрадор.

## История
Активисты «Лас-Абехас» заявили о своей поддержке целей Сапатистской армии национального освобождения (САНО, Ejército Zapatista de Liberación Nacional — EZLN), однако отметили при этом своё неприятие применения любого насилия. Многие подозревают, что именно поддержка ими сапатистов стала причиной расправы. Боевики захватили сторонников «Лас-Абехас» врасплох во время молитвы в местной церквушке. Резня продолжалась более 6 часов. 
Ни полиция, ни солдаты с расположенного неподалёку, в нескольких сотнях метров, военного форпоста не вмешались во время нападения на мирных жителей, которое длилось несколько часов. А на следующее утро солдаты были обнаружены отмывающими стены церкви, чтобы скрыть пятна крови. Некоторым беременным женщинам, входившим в молитвенную группу, были намеренно нанесены ножевые ранения, им стреляли в живот, чтобы убить их нерождённых детей. Всего из 45 убитых местных жителей был один младенец, 14 детей, 21 женщин и 9 мужчин. 
САНО и многие жители Чьяпаса обвинили в соучастии в преступлении бессменно правящую Институционно-революционную партию, причём и после потери той власти в ходе смены правительства в 2000 году выжившие утверждали, что расследование зашло в тупик, а власти отказывались допрашивать или арестовывать подозреваемых в совершении нападений.
Организация Las Abejas, объединяющая представителей 48 коренных общин горного региона Чьяпас, вела активную деятельность. При этом та была сугубо мирной и преимущественно религиозной: участники пребывали в постах и молитвах, постоянно выпускались коммюнике, осуждающие насилие. В ноябре 2006 года по сотне мужчин и женщин из «Лас-Абехас» организовали караван мира и справедливости в Оахаку, выражая свою поддержку Народной ассамблее народа Оахаки (APPO) и осуждая репрессии и насилие, творимые во время конфликта властями штата и федеральным правительством. Они также доставили APPO не менее трёх тонн продовольствия, воды и медикаментов.
27 августа 2007 года Мартин Ранхель Сервантес в своей статье в общенациональной ежедневной газете El Universal заявил, что федеральный судья, назначенный для рассмотрения дела Актеаля, 22 июля вынес приговор 18 лицам за их ответственность за эту бойню. Каждый из них получил 40 лет тюрьмы.
По состоянию на июль 2008 года, Верховный суд Мексткт вновь открыл это дело. В 2014 году Верховный суд США отклонил иск, поданный выжившими в резне в Актеале против жителя Коннектикута экс-президента Мексики Эрнесто Седильо на основании «суверенного иммунитета» бывшего главы государства. 20 октября 2015 года группа из «Лас-Абехас» провела публичные слушания в Межамериканской комиссии по правам человека.
Выжившие в резне обратились с просьбой о создании Комиссии по установлению истины в декабре 2018 года, через несколько дней после инаугурации президента Андреса Мануэля Лопеса Обрадора. В июле 2020 года правительство объявило о принятии двадцати мер по возмещению ущерба, связанного с резнёй, включая признание убийств, совершённых военизированными формированиями, связанными с правительством и Институционно-революционной партией. 3 сентября 2020 года 30 пострадавшими от резни подписали Acuerdo de Solución Amistosa («Соглашение о дружественном урегулировании»), включавшее выделение средств на инфраструктурные проекты в регионе. Национальная комиссия по правам человека заявила, что 30 подписавших согласились вести мирную, продуктивную жизнь, а правительство — уважать права лиц, которые решили не подписывать соглашение.
2 сентября 2020 года Министерство внутренних дел признало свою ответственность за резню. Алехандро Энсинас Родригес, заместитель министра по правам человека, официально признал, что мексиканское правительство несёт ответственность за резню, и принёс публичные извинения жертвам. Это заявление и подписание Соглашения о дружественном урегулировании положили конец иску, поданному жертвами в Межамериканскую комиссию по правам человека. Однако потерпевший Фернандо Луна Перес, выступавший от имени «Лас-Абехас», потребовал продолжения расследования и привлечения к суду бывшего президента Седильо.

## Список жертв
| Имя                        | Возраст    |
| -------------------------- | ---------- |
| Лусия Мендес Капоте        | 13         |
| Висенте Мендес Капоте      | 5          |
| Мануэль Сантис Кулебра     | 57         |
| Лоида Руис Гомес           | 21         |
| Викторио Васкес Гомес      | 22         |
| Грасиела Гомес Эрнандес    | 3          |
| Гваделупе Гомес Эрнандес   | 2          |
| Розелия Гомес Эрнандес     | 5          |
| Мигель Перес Хименес       | 40         |
| Антония Васкес Луна        | 27         |
| Роза Васкес Луна           | 14         |
| Вероника Васкес Луна       | 20         |
| Маргарита Васкес Луна      | 3          |
| Хуана Васкес Луна          | 8 месяцев  |
| Игнасио Пукуй Луна         | неизвестен |
| Микаэла Пукуй Луна         | 67         |
| Алехандро Перес Луна       | 16         |
| Хуана Перес Луна           | 9          |
| Сильвия Перес Луна         | 6          |
| Мария Луна Мендес          | 44         |
| Нануэла Пасиенсия Морено   | 35         |
| Мария Перес Ойалте         | 42         |
| Маргарита Мендес Пасиенсия | 23         |
| Даниэль Гомес Перес        | 24         |
| Сусана Хименес Перес       | 17         |
| Хосефа Васкес Перес        | 27         |
| Мария Капоте Перес         | 16         |
| Марта Капоте Перес         | 12         |
| Микаэла Васкес Перес       | 9          |
| Хуана Гомес Перес          | 61         |
| Хуан Карлос Луна Перес     | 1          |
| Антония Васкес Перес       | 30         |
| Лоренцо Гомес Перес        | 46         |
| Себастьян Гомес Перес      | 9          |
| Даниэль Гомес Перес        | 24         |
| Хуана Перес Перес          | 33         |
| Роза Перес Перес           | 33         |
| Марсела Луна Руис          | 35         |
| Мария Гомес Руис           | 23         |
| Катарина Луна Руис         | 31         |
| Марсела Капоте Руис        | 29         |
| Марсела Капоте Васкес      | 15         |
| Паулина Эрнандес Васкес    | 22         |
| Хуана Луна Васкес          | 45         |
| Алонсо Васкес Гомес        | 46         |